# NGC 3361
NGC 3361 је спирална галаксија у сазвежђу Секстант која се налази на NGC листи објеката дубоког неба.
Деклинација објекта је - 11° 12' 29" а ректасцензија 10h 44m 29,1s. Привидна величина (магнитуда) објекта NGC 3361 износи 12,8 а фотографска магнитуда 13,5. Налази се на удаљености од 30,673 милиона парсека од Сунца. NGC 3361 је још познат и под ознакама MCG -2-28-4, IRAS 10419-1056, PGC 32044.